# 安东·爱德华·范艾克

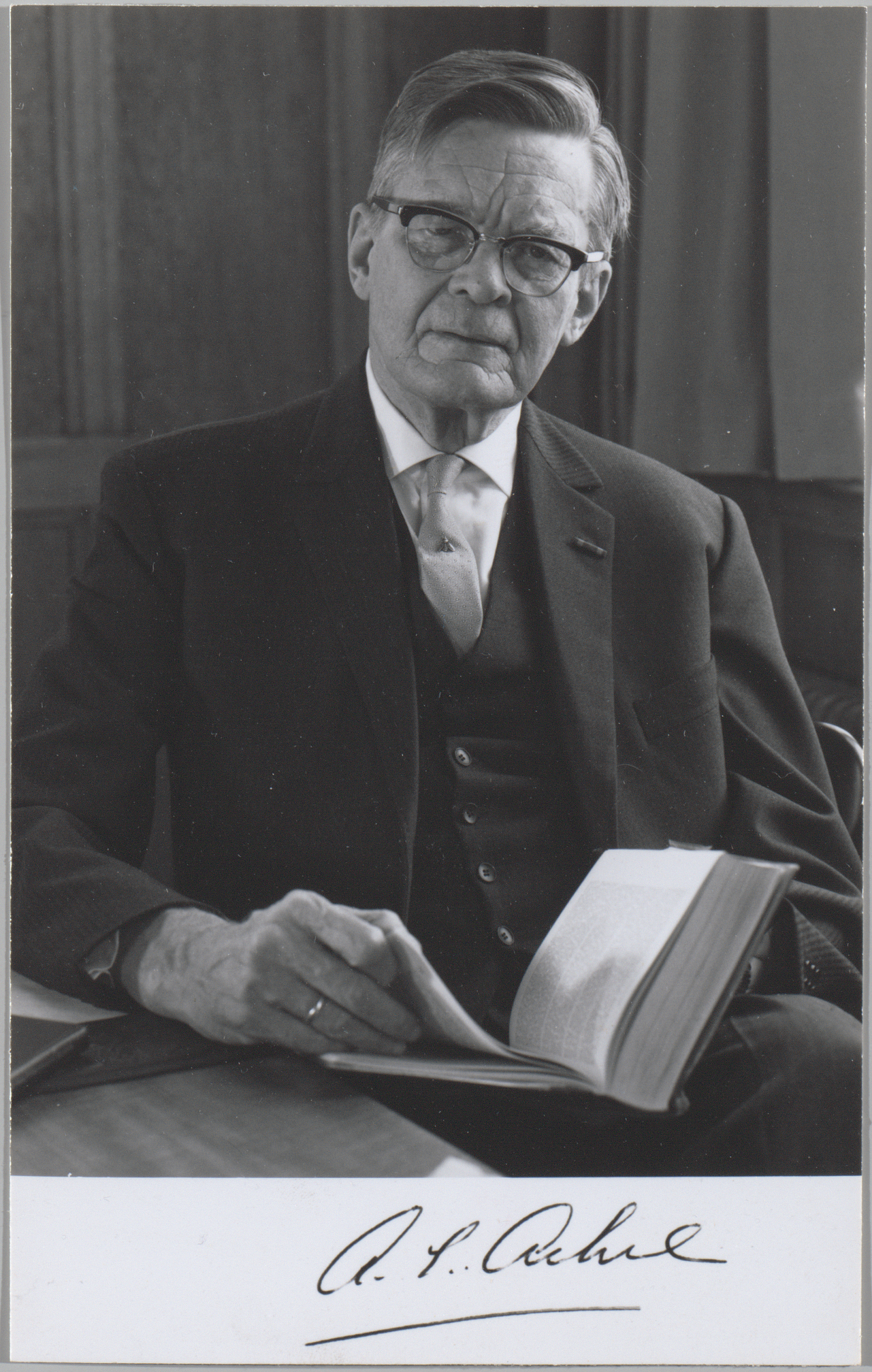
安东·爱德华·范艾克

安东·爱德华·范艾克（Anton Eduard van Arkel，1893年11月19日—1976年3月14日）, 生於斯赫拉芬贊德，卒於萊登，是一位荷蘭化學家。
范艾克首先採用氮族元素（pnictogen）、磷屬化物（pnictide）等化學用詞。
他於1962年成為荷蘭皇家藝術與科學學院院士。